# Clermont Foot
Clermont Foot 63 er en fransk fodboldklub fra Clermont-Ferrand i Auvergne-Rhône-Alpes-regionen. Klubben spiller i landets bedste række Ligue 1, og spiller sine hjemmekampe på Stade Gabriel-Montpied.
Klubben blev i 2014 det første professionelle herrehold i Frankrig til at hyre en kvindelig træner, da de hyrede Helena Costa. Costa endte dog aldrig med at lede holdet i en kamp, da hun sagde op efter en måned, men de hyrede herefter endnu en kvindelig træner i Corinne Diacre, som blev den første kvindelige træner til at lede et hold under en kamp.